# Marxisme libertaire
Le marxisme libertaire est un concept créé par Daniel Guérin pour désigner un courant politique alliant le marxisme et l’anarchisme. Il explique dans son livre publié en 1969 (Pour un marxisme libertaire) que « le mot « socialisme » appartient à la catégorie des galvaudés », celui-ci étant à la fois associé au réformisme parlementaire de la IIe Internationale, et au jacobinisme soviétique. Il fait donc appel à un renouveau du socialisme, un socialisme qui serait autogestionnaire.

## Origine du concept

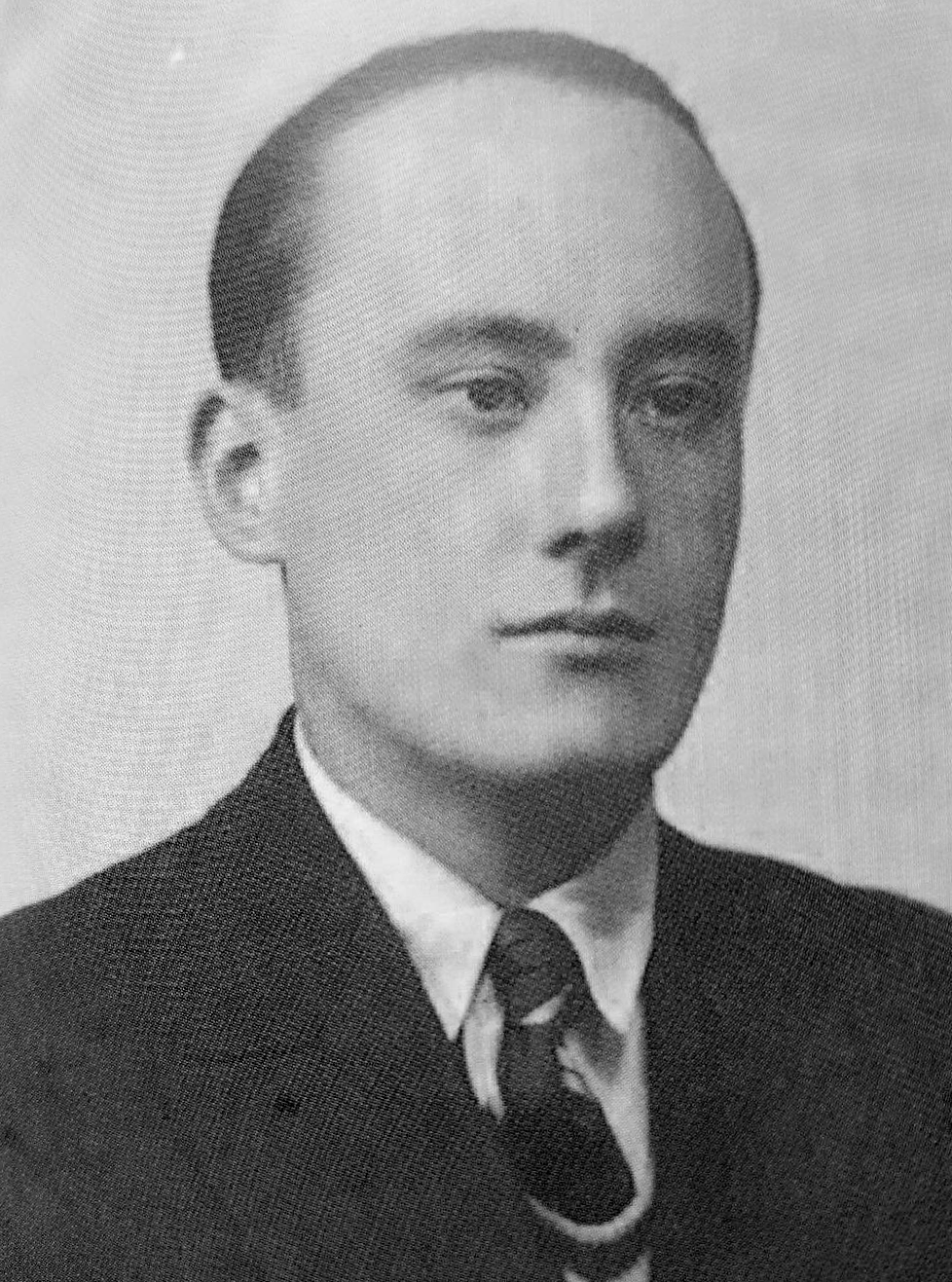
Daniel Guérin en 1925.

Daniel Guérin affirme que le marxisme libertaire passa de la théorie à la pratique lors des événements de Mai 68. Ce courant se présentait alors comme une synthèse dialectique, refusant à la fois le gaullisme et le stalinisme. Guérin ne croit pas que la révolution russe fut une réalisation de la pensée de Marx. Il juge que Lénine, par sa théorie de l’avant-garde, était plutôt blanquiste que marxiste. La révolution socialiste pour être réellement socialiste se devrait d’être effectuée par les masses populaires, et non par un parti se substituant à la classe ouvrière. Il argue que la pensée de Marx fut instrumentalisée, et qu’on y puisa des justifications tout en l’infléchissant à volonté. Guérin estime que « L’anarchisme est inséparable du marxisme », et que les opposer consiste à « poser un faux problème ». Il soutient que cette thèse est exemplifiée par La Guerre civile en France, pamphlet écrit par Karl Marx au nom de l’Association internationale des travailleurs, œuvre qu’il qualifie de « marxiste libertaire ». 

## Le marxisme libertaire chez Maximilien Rubel
Quelques années après la publication du livre de Daniel Guérin, Maximilien Rubel défendit une position similaire en 1973 dans son essai Marx, théoricien de l’anarchisme. Il asserte que Marx fut « le premier à jeter les bases rationnelles de l’utopie anarchiste et à en définir un projet de réalisation ». Selon lui, la pensée de Marx aurait également été instrumentalisée par les révolutionnaires russes. Il parle de la naissance d’une « mythologie marxiste », car lorsque le Parti bolchévique prit le pouvoir en 1917, les œuvres de Marx n’étaient pas encore complètement accessibles. Il précise toutefois que cette légende de Marx « apôtre de l’État » ne fut pas initiée par les bolcheviks, mais par Michel Bakounine, qui était membre tout comme Marx de la première Association internationale des travailleurs.

## «Marx autoritaire»: la querelle Marx-Bakounine dans la Première Internationale
Bakounine rejoignit l’Association internationale des travailleurs en 1868 dont Marx était membre depuis la fondation en 1864. Il joignit cette organisation tout en demeurant dans un groupe secret (l’Alliance internationale de la démocratie socialiste), croyant que Marx faisait également partie d’un groupe secret. En réalité, ce groupe secret (La Ligue des communistes) avait été dissous en 1852. Quelques mois après son arrivée, Marx désirait expulser Bakounine, ce qu’il réussit finalement en 1872 lors du Congrès de La Haye. Il lui reprochait de vouloir « devenir le dictateur de l’Internationale » ainsi que son « abstentionnisme politique ». Quant à Bakounine, il reprochait aussi à Marx un certain autoritarisme, et une volonté de centraliser cette organisation. Cependant, « Marx n'était pas le dirigeant de l'Internationale et ne disposait pas de la mainmise sur le Conseil général ». Bakounine crut probablement voir le geste de Marx dans l’adoption de résolutions permettant l’élargissement des pouvoirs du Conseil général lors du Congrès de Bâle en 1869, auxquelles les bakouninistes s’opposèrent. Cela est fort possible, puisque Marx souhaitait réellement une centralisation à Londres, estimant celle-ci comme la « métropole du capital »; étant la plus avancée industriellement, c’était là où révolution devait voir le jour.
En sus de la centralisation, la question électorale divisa aussi l’Internationale. Bakounine, contrairement à Marx, prône l’abstentionnisme, bien qu’il ne s’oppose pas totalement au concept de représentation puisqu’il fut lui-même délégué auprès d’ouvriers lors du Congrès de Bâle. Les partisans de Bakounine n’étaient cependant pas tous abstentionnistes. Marx, lors de cette période, considérait les élections comme un moyen comme un autre pour l’émancipation de la classe ouvrière, et n’avait pas tourné le dos à la possibilité « des moyens violents ». Il disait quelques années plus tôt dans une lettre à Ferdinand Freiligrath (1860), qu’il donnait au terme « parti » un « sens éminemment historique », sans toutefois préciser ce que cela signifiait.
En somme, il n’est pas impossible que la querelle Marx/Bakounine ne fût qu’une querelle personnelle. Ce que firent remarquer certains auteurs d’un pamphlet anonyme de 1873, où ils demandaient qu’il n’y ait plus de « marxistes ou de Bakouninistes », et reprochaient à ces « bourgeois déclassés » d’avoir substitué leur orgueil et leur ambition aux « intérêts généraux de la masse ». En effet, les doctrines de Marx et de Bakounine ne diffèrent pas totalement. Tout comme le premier, le second défendait la propriété collective des moyens de production. Néanmoins, il voulait conserver un droit de propriété privée pour les produits du travail, faisant de lui un collectiviste et non un communiste (il reprochait à Marx d’être communiste). En revanche, Bakounine souhaitait supprimer l’État avant le capital selon le mot de Friedrich Engels. Il croit à l’instar de Marx que « le développement de la production capitaliste détermine l’apparition de l’État moderne », mais s’éloigne en ceci : l’État a fini « à son tour par valoir comme condition d’existence de ce mode de production ». Chez Marx, conformément au matérialisme historique, cela est impensable : l’État n’est pas une « entité autonome » ; il a sa base matérielle (le mode de production) et ne pourrait subsister indépendamment. Par conséquent, supprimer le capital, c’est supprimer l’État.

## L’anarchisme dans la pensée de Marx

### L’État en question
Marx n’a pas toujours été l’adversaire de l’État. En 1842, avant la censure prussienne, ses recherches, et son apatridie, il partageait la conception hégélienne et voyait l’État comme « le grand organisme où les libertés juridique, morale et politique doivent trouver leur réalisation et où le citoyen individuel, en obéissant aux lois de l'État, ne fait qu'obéir aux lois naturelles de sa propre raison, de la raison humaine ». Dès l’année suivante, sa vision changeait radicalement dans sa Critique du droit politique hégélien (1843). Chez Hegel, l’État est l’unité de l’intérêt particulier et de l’intérêt universel. Pour Marx, si Hegel pouvait arriver à cette conclusion, c’est qu’il faisait abstraction dans son raisonnement des « sujets réels » qui « sont les bases de l'État ». On retrouve l’aboutissement de ces prémisses dans L’Idéologie allemande écrite en 1845-1846. Ce qui pose obstacle à cette unité hégélienne, ce sont les luttes des différentes classes entre elles, et l’existence même de classes, c’est-à-dire d'intérêts antagoniques. L’État n’est que « la forme par laquelle les individus d’une classe dominante font valoir leurs intérêts communs » par nécessité pour garantir leur propriété. Pour les individus ne faisant pas partie de la classe dominante, l'État se présente « comme un au-delà », comme une puissance transcendante. C’est son unique moyen de prétendre à l'« universalité » ; en se plaçant « au-dessus des éléments particuliers » et en formant une entité supposément distincte. Cette entité flottant chimériquement au-delà des individus « n’est rien d’autre que leur propre aliénation » : l'aliénation de leur propre liberté par la médiation de l’État entre l’humain et lui-même. Marx en concluait que « dans la vraie démocratie l’État politique disparaîtrait ». Les individus n’auraient plus à déléguer leur liberté et agiraient directement. Marx refusait de croire que la représentation soit le fait de la constitution du politique; elle est la « représentation d’une séparation réellement existante » dans la société civile. Ce qui devait l’amener à défendre une appropriation collective des moyens de production qui marquerait la fin des classes et conséquemment la fin de l’État.

### La dictature du prolétariat
D’après Daniel Guérin, ce qui provoqua tant de controverses dans la discussion de la pensée politique marxiste, c’est le concept de dictature du prolétariat, concept qu’il affirme n’avoir jamais été réellement développé par Marx, et « mentionné que de façon trop brève, trop vague ». La dictature du prolétariat est une expression très délicate, car elle emprunte le « vocabulaire de l’ennemi ». Guérin exhorte donc à substituer cette expression par celle de « contrainte révolutionnaire ». Maximilien Rubel reconnaissait également que cette expression peut facilement tomber dans les mains de « nouveaux maîtres dans l’intérêt de leur propre puissance ». D’après ce dernier, « l'idée que Marx s'est faite de la conquête et de la suppression de l'État par le prolétariat a trouvé sa forme définitive dans son Adresse sur la Commune de Paris [1871] et qu'elle diffère comme telle de l'idée que nous donne le Manifeste communiste [1848] ». C’est cette œuvre qui fit dire à Bakounine que les « marxiens » étaient devenus antiétatiques, et ce à l’encontre de « leurs sentiments véritables ». Marx y dit que l’État « paralyse le libre mouvement » de la société, et défend l’idée que « la classe ouvrière ne peut pas se contenter de prendre telle quelle la machine de l’État et de la faire fonctionner pour son propre compte ». Dans une lettre à Kugelmann du 14 février 1871, écrite quelques mois avant l’Adresse officielle, il soutenait que « la condition préalable de toute révolution véritablement populaire sur le continent » consistait en la destruction préalable de « la machine bureaucratico-militaire ». Cette lettre ressemble davantage aux essais de rédaction de cette Adresse qui ne furent publiés qu’après sa mort. On peut y lire des phrases plutôt hardies telles que « Toutes les révolutions eurent donc pour conséquence unique de perfectionner l'appareil d'État, au lieu de rejeter ce cauchemar étouffant », phrases qui seront modérées lors de la publication officielle sous le nom de l’Internationale.

## Usage contemporain
En mars 2015, Yánis Varoufákis, le ministre grec des Finances, se définit comme marxiste libertaire,.